# Muralla de Madrigal de las Altas Torres
El recinto murado de Madrigal de las Altas Torres o muralla de Madrigal de las Altas Torres es una fortificación defensiva que rodea parcialmente el centro urbano de la localidad española de Madrigal de las Altas Torres, en la provincia de Ávila, comunidad autónoma de Castilla y León. Construida en estilo mudéjar durante la Edad Media, se conservan tramos de la estructura original. La muralla fue declarada Monumento Histórico-Artístico —antecedente de la figura de bien de interés cultural— el 3 de junio de 1931.

## Descripción
Situado en una llanura de la llamada Tierra de Arévalo, al sur del río Duero, entre sus afluentes Trabancos y Zapardiel, el conjunto de Madrigal de las Altas Torres conserva casi completo un recinto murado que constituye un ejemplo excepcional de arquitectura militar medieval y relevante testimonio del sistema constructivo mudéjar.

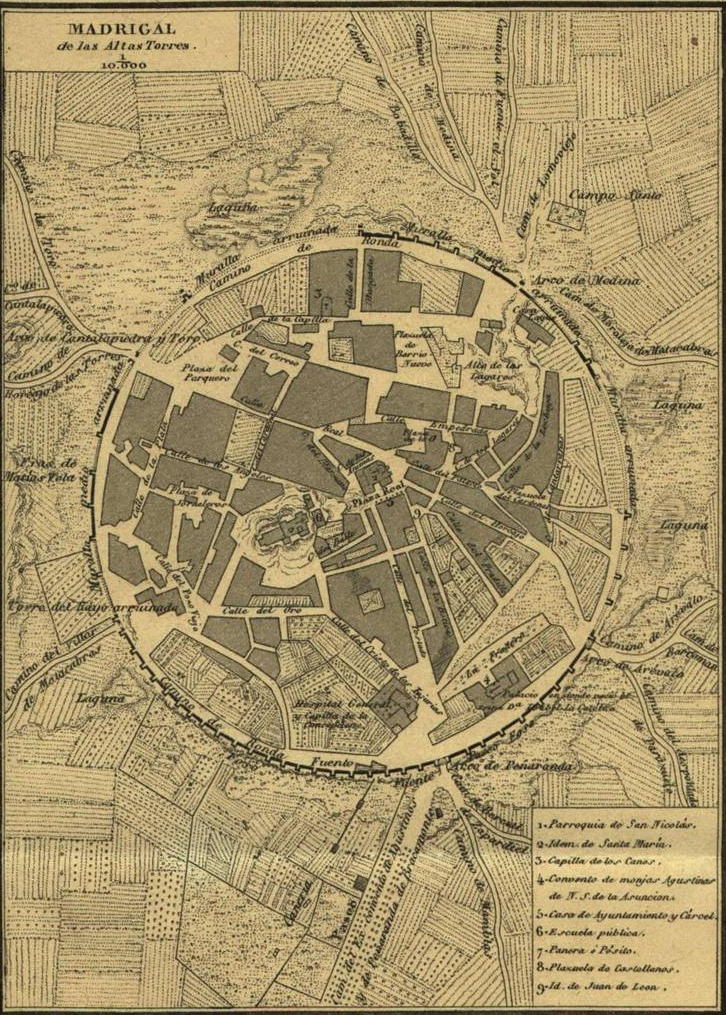
El mapa de Coello de 1864 señala, de manera incorrecta, una forma circular para el perímetro de la muralla

Hasta los recientes estudios de Luis Cervera, la muralla había venido siendo descrita como circular, basándose en los erróneos planos de Lavalle de 1873 y de Francisco Coello de 1864. En realidad, el conjunto de la muralla forma un perímetro ovalado irregular y alargado de oeste a este, con tramos rectos y curvilíneos que encerraba el caserío y extensas superficies libres. La construcción de la muralla, que fue adaptándose a los accidentes topográficos del terreno, cercaba una superficie de 390 400 m², aproximadamente unas 39,04 ha.
Tenía cuatro puertas orientadas a los cuatro puntos cardinales que recibían el nombre de las ciudades a las localidades que conducían. Al norte se abre la puerta de Medina; al este se abre la Puerta de Arévalo; en el lado sur se abría la desaparecida Puerta de Peñaranda, y en el lado oeste, la Puerta de Cantalapiedra. El aparejo sigue el modelo toledano, de mampostería y ladrillo, aunque aquí la mampostería se sustituyó por tapial con machones y verdugados de ladrillo que encuadran tapiales de argamasa revocados en los entrepaños. De claro origen musulmán son la escarpa, con barbacana y foso, el tipo de torres huecas con cámaras en la parte alta y sobre todo el uso de torres albarranas a lo largo del muro y como defensa de las puertas. En cuanto a su cronología parece que a principios del siglo XIII se inicia la construcción de la muralla, que debió prolongarse durante todo el siglo. Se sabe de su existencia en 1302, pues en las Cortes de Medina de ese año, Fernando IV (1295-1312) ordena su derribo por haberse levantado sin mandato del Concejo de Arévalo, bajo cuya jurisdicción se encontraba Madrigal. Pero la muralla no llegó a derribarse.

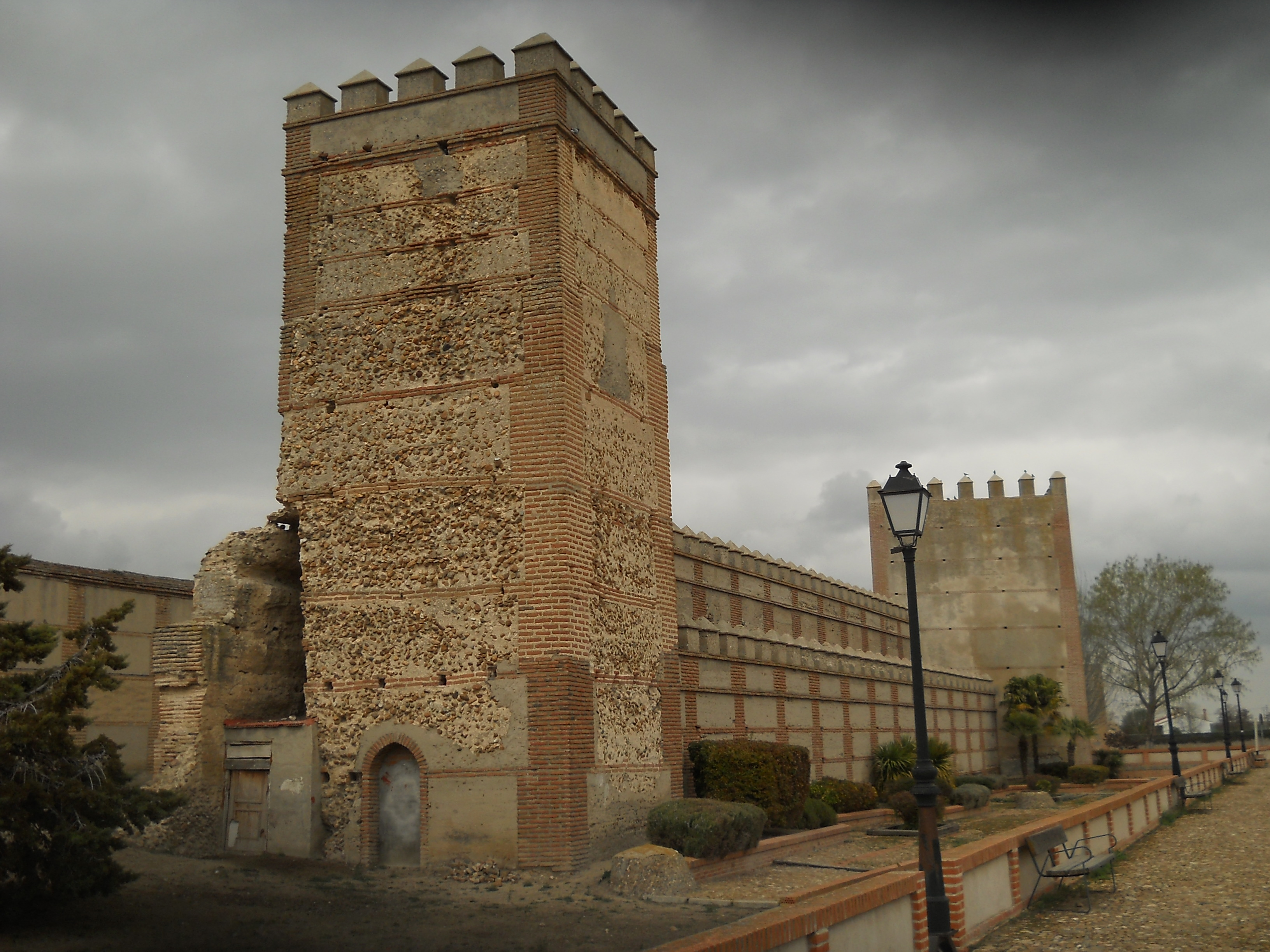
Tramo de muralla
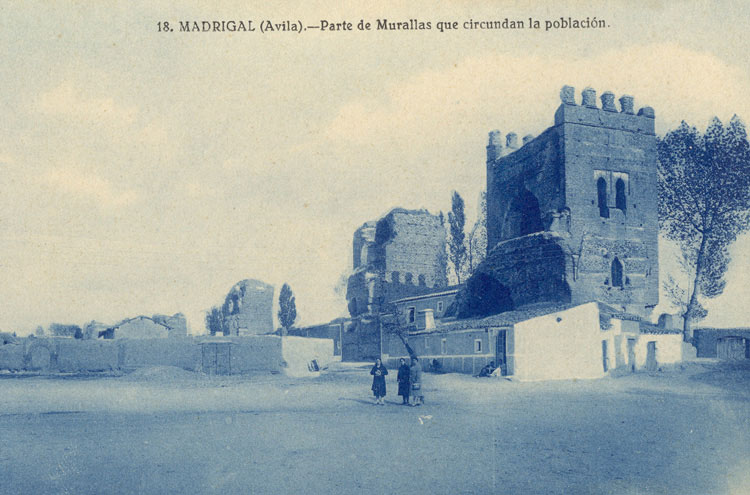
Tramo de muralla
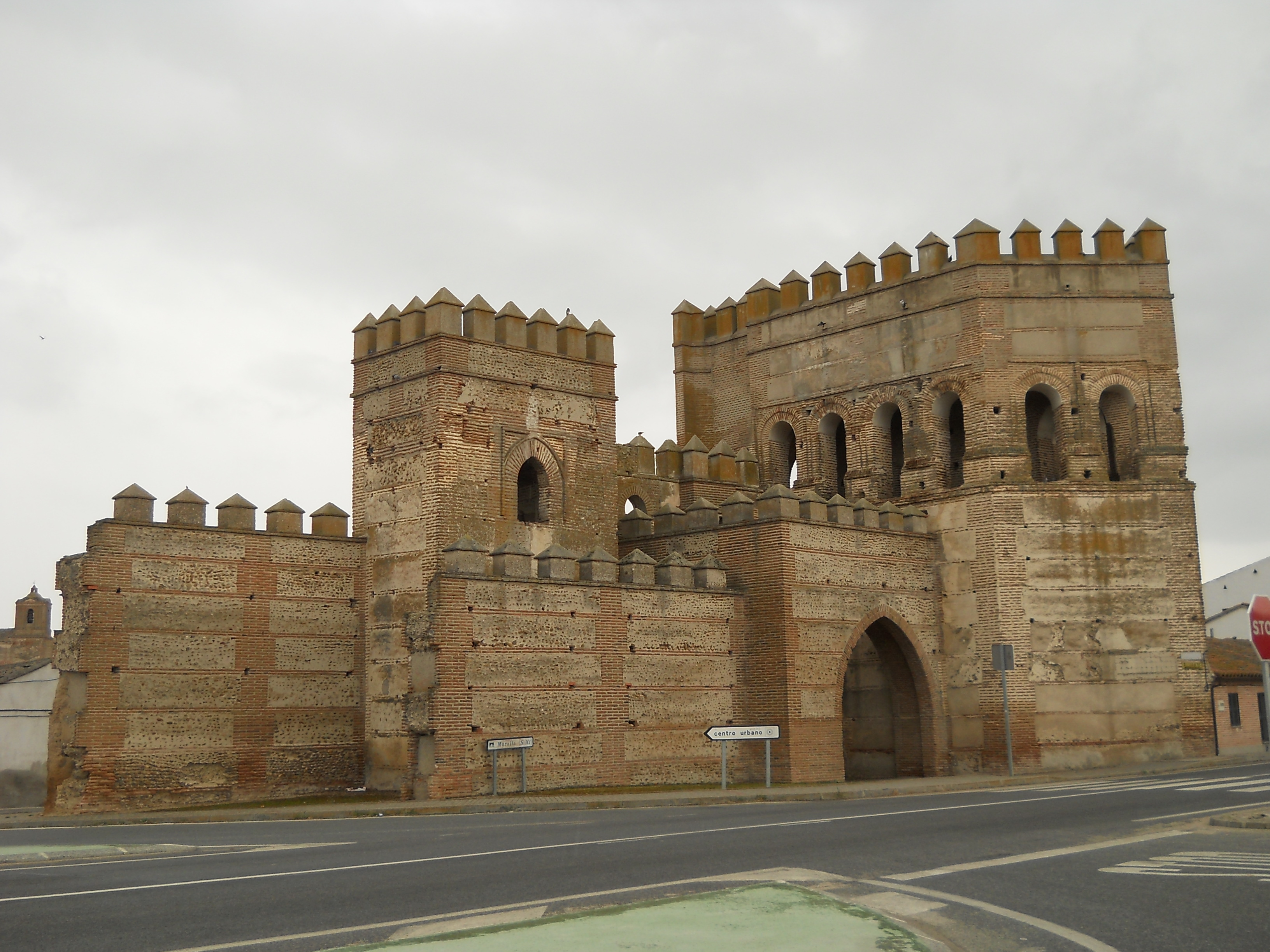
Puerta de Cantalapiedra
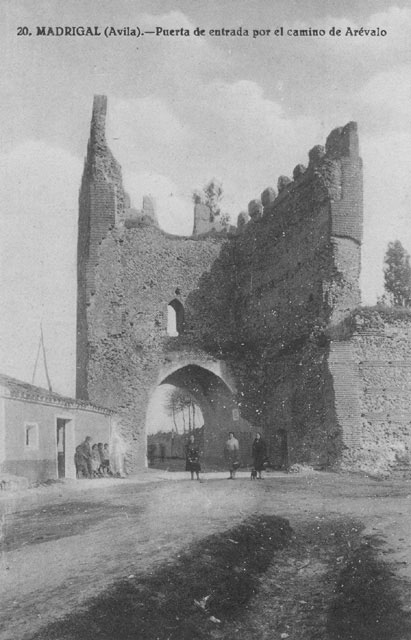
Puerta de Arévalo
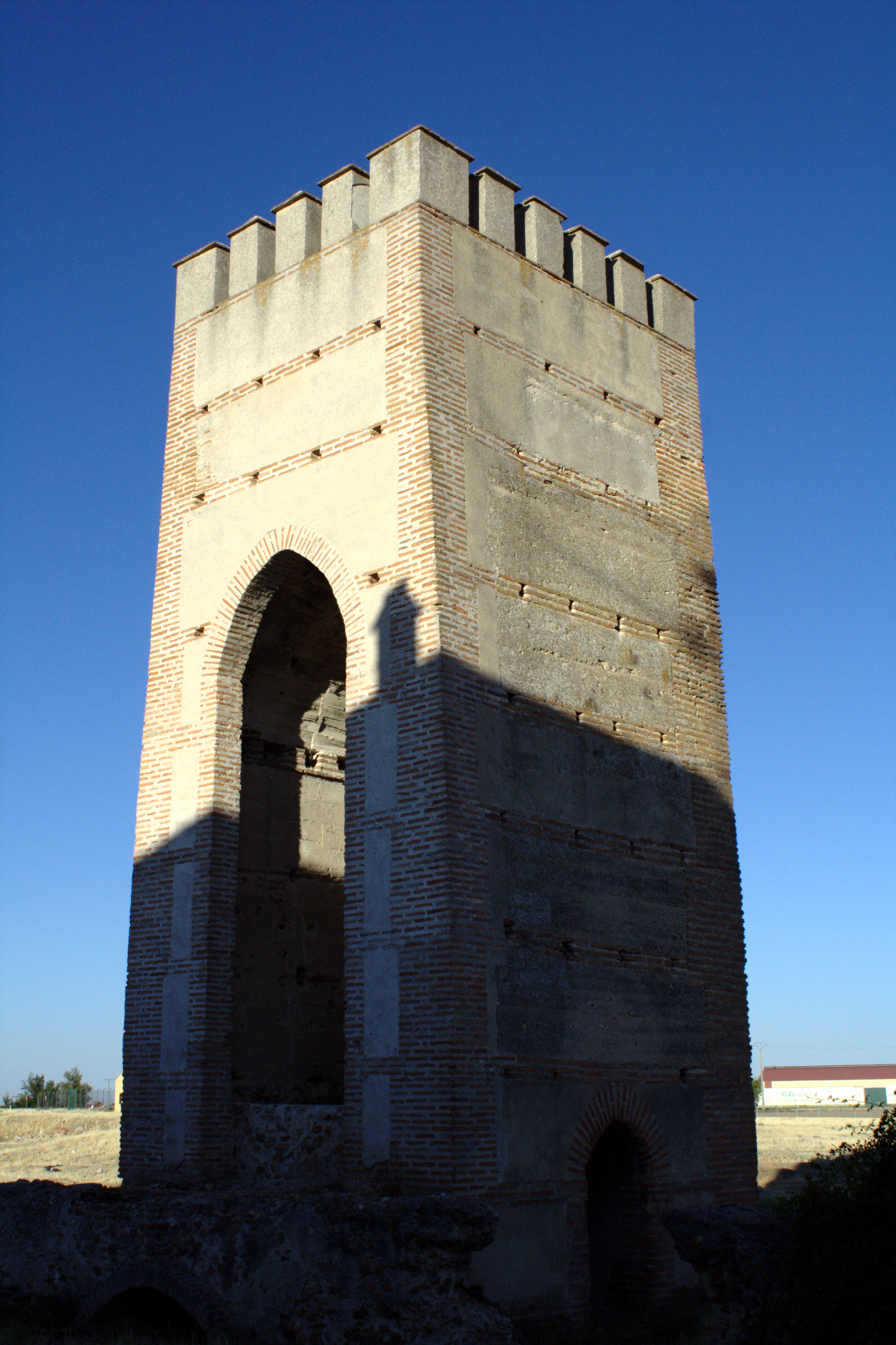
Torre de la muralla